# اوا هاگنبومر
اوا هاگنبومر (آلمانی: Eva Hagenbäumer؛ زادهٔ ۵ ژانویهٔ ۱۹۶۷) بازیکن هاکی روی چمن اهل آلمان است.
او یکی از اعضای تیم ملی هاکی روی چمن آلمان بود که مدال نقره بازی‌های المپیک تابستانی ۱۹۹۲ در بارسلونای اسپانیا را کسب کرد.